# Dropping Daylight
Dropping Daylight  é uma banda estadunidense de rock alternativo formada em 2001 na cidade de Minneapolis.

## Discografia
- 2003: Back to Nowhere
- 2005: Take A Photograph EP
- 2006: Brace Yourself